# Les Aventures de Superboy
Les Aventures de Superboy (The Adventures of Superboy) est une série télévisée d'animation américaine en 34 épisodes de 6 minutes produite par Filmation et diffusée du 10 septembre 1966 au 2 novembre 1968 sur le réseau CBS.
En France, la série est sortie en VHS en 1989 chez Warner Home Vidéo. Elle reste inédite dans les autres pays francophones.

## Synopsis
Les aventures de Superman adolescent, assisté de son chien Krypto.

## Distribution

### Voix originales
- Bob Hastings : Clark Kent / Superboy
- Janet Waldo : Lana Lang
- Ted Knight : Le narrateur

### Voix françaises
- Daniel Russo : Clark Kent / Superboy
- Brigitte Lecordier : Amie de Lana / Timmy Jones
- Alain Choquet : Professeur Fraser / Pa Kent / Roi Arthur / John Slag / Divers
- Hubert Drac : Mighty Lad / Merlin / Monsieur Culver / Le crieur / Divers

## Épisodes

### Première saison (1966-1967)
1. The Spy From Outer Space, Part One
2. The Spy From Outer Space, Part Two
3. Mésaventure pour Krypto (Krypto's Calamitous Capers)
4. The Man Who Knew Superboy's Secret
5. The Deep Sea Dragon
6. Super Clown of Smallville
7. The Visitor From Earth Core
8. The Beast That Went Berzerk
9. Superboy's Strangest Foe
10. The Capricious Crony
11. Krypto super chien d'aveugle (Krypto, Super-Seeing Eye Dog)
12. Le Chevalier Noir (The Black Knight)
13. Operation Counter Invasion
14. The Jinxed Circus
15. Hurricane Fighters
16. Superboy's Super-Dilemma
17. A Devil of a Time
18. La Révolte de Robotville (Revolt of Robotville)

### Deuxième saison (1967)
1. The Beast With Two Faces
2. The Gorilla Gang
3. The Chameleon Creature
4. The Great Space Chase
5. Finger of Doom
6. Krypto, K-9 Detective
7. The Neanderthal Caveman Caper
8. The Terrible Trio

### Troisième saison (1968)
1. Forget Me Not, Superdog
2. La Rencontre de Superboy et Mighty Lad (Superboy Meets Mighty Lad)
3. King Superboy
4. Double Trouble, Double Doom
5. The Trap of the Super Spacemen
6. The Space Refugees
7. The Monster Molecule
8. L'Affaire de la Kryptonite (The Great Kryptonite Caper)